# Stoa poikile
Stoa Poikile (Oldgræsk: ἡ ποικίλη στοά) blev bygget i det 5. århundrede og lå på agoraen i Athen. Det var ved denne stoa, at Zeno fra Kition underviste i filosofi.
| filosofi | Spire Denne filosofiartikel er en spire som bør udbygges. Du er velkommen til at hjælpe Wikipedia ved at udvide den. |

37°58′35″N 23°43′23″Ø / 37.9763°N 23.723°Ø